# Juge en chef du Canada
Le juge en chef du Canada siège sur le banc de la Cour suprême aux côtés de huit juges puînés. Il préside les débats qui sont entendus devant le plus haut tribunal du pays.

## Nomination et préséance
Le juge en chef du Canada est nommé par le gouverneur général sur recommandation du Premier ministre. Cette nomination se fait par lettres patentes du Gouverneur général en conseil. Il se voit attribuer le prédicat de « très honorable » et ce, à vie. Selon l'ordre de préséance établi au Canada, il se situe juste après le Premier ministre et avant le président du Sénat.
Pour être nommé juge à la Cour suprême, tous les candidats doivent siéger comme juge d'une Cour provinciale supérieure, ou être membre du barreau d'une province depuis au moins dix ans.
Depuis l'élection de Stephen Harper comme Premier ministre du Canada, celui-ci a commencé à présenter des changements sur les nominations des juges de cette cour afin d'y inclure une participation des députés de la chambre. En effet, depuis moins d'un an[Interprétation personnelle ?], les candidats suggérés par le premier ministre doivent subir un interrogatoire devant un comité parlementaire. Le comité fera des recommandations au gouvernement, quoique celui-ci conserve toujours le droit de passer outre ses recommandations et de nommer le candidat de son choix.

## Historique
La première personne à avoir occupé ce poste est le très honorable William Buell Richards. Il fut assermenté le 8 novembre 1875, au Sénat, aux côtés de cinq juges puînés de la Cour suprême. Il prendra sa retraite le 10 janvier 1879, soit seulement trois ans après avoir été nommé à ce poste.
Actuellement, la fonction de juge en chef du Canada est assumée par le très honorable Richard Wagner, C.P., depuis le 18 décembre 2017. Monsieur Wagner avait été nommé juge à la Cour suprême du Canada le 5 octobre 2012.

## Mandat etassermentation
Les juges de la Cour suprême, incluant le juge en chef, occupent leurs fonctions à titre inamovible, c'est-à-dire toute leur vie. Cependant, la loi indique qu'un juge ne peut légalement exercer sa charge une fois qu'il a atteint l'âge de 75 ans.
Au début de chaque mandat, le juge en chef et les autres juges de la Cour doivent prêter un serment d'office qui stipule : je, (nom), jure d’exercer fidèlement, consciencieusement et le mieux possible mes attributions de juge en chef (ou de juge) de la Cour suprême du Canada. Ainsi Dieu me soit en aide.
Dans certains cas spécifiques le gouverneur général du Canada peut révoquer un juge de la Cour suprême, incluant le juge en chef du Canada, sur adresse du Sénat et de la Chambre des communes.

## Rôles et fonctions
Outre de siéger comme juge à la Cour suprême, le juge en chef du Canada assume certaines tâches administratives. Pour ce faire, il est secondé par le registraire et le greffier de la Cour.
En cas de décès ou de démission du gouverneur général ou si ce dernier quitte le pays pour plus d'un mois, le juge en chef du Canada exerce la fonction d'administrateur du Canada, et est investi de tous les pouvoirs et prérogatives du Gouverneur général du Canada.
Depuis l'avènement de la Loi constitutionnelle de 1867, seuls quatre juges en chef ont été dans l'obligation d'assumer cette charge. À la suite du décès, en 1940 de Lord Tweedsmuir d'Elsfield, gouverneur général, le très honorable Lyman Poore Duff exerça la fonction d'administrateur du Canada. De plus, en 1967 survient le décès de Georges Philias Vanier, gouverneur général, il revient au très honorable Robert Taschereau d'administrer le Canada. La juge en chef, la très honorable Beverley McLachlin, a commencé à servir comme administratrice du Canada, le 8 juillet 2005, quand la gouverneure générale Adrienne Clarkson fut hospitalisée pour l’implantation d’un stimulateur cardiaque, mais dut renoncer à son pouvoir lorsque la santé de la gouverneure générale s’améliora. Le très honorable Richard Wagner exerça la fonction à la suite de la démission de Julie Payette du 23 janvier 2021 au 26 juillet 2021, temps nécessaire pour nommer la gouverneure générale suivante, la très honorable Mary Simons.

## Chronologie des juges en chef du Canada
| Nom                       | Province              | Durée                               |
| ------------------------- | --------------------- | ----------------------------------- |
| William Buell Richards    | Ontario               | 30 septembre 1875 – 10 janvier 1879 |
| William Johnstone Ritchie | Nouveau-Brunswick     | 11 janvier 1879 – 25 septembre 1892 |
| Samuel Henry Strong       | Ontario               | 13 décembre 1892 – 18 novembre 1902 |
| Henri Elzéar Taschereau   | Québec                | 21 novembre 1902 – 2 mai 1906       |
| Charles Fitzpatrick       | Québec                | 4 juin 1906 – 21 novembre 1918      |
| Louis Henry Davies        | Île-du-Prince-Édouard | 23 novembre 1918 – 1er mai 1924     |
| Francis Alexander Anglin  | Ontario               | 16 septembre 1924 – 28 février 1933 |
| Lyman Poore Duff          | Colombie-Britannique  | 17 mars 1933 – 2 janvier 1944       |
| Thibaudeau Rinfret        | Québec                | 8 janvier 1944 – 22 juin 1954       |
| Patrick Kerwin            | Ontario               | 1er juillet 1954 – 2 février 1963   |
| Robert Taschereau         | Québec                | 22 avril 1963 – 1er septembre 1967  |
| John Robert Cartwright    | Ontario               | 1er septembre 1967 – 23 mars 1970   |
| Gérald Fauteux            | Québec                | 23 mars 1970 – 23 décembre 1973     |
| Bora Laskin               | Ontario               | 27 décembre 1973 – 26 mars 1984     |
| Brian Dickson             | Manitoba              | 18 avril 1984 – 30 juin 1990        |
| Antonio Lamer             | Québec                | 1er juillet 1990 – 6 janvier 2000   |
| Beverley McLachlin        | Colombie-Britannique  | 7 janvier 2000 – 18 décembre 2017   |
| Richard Wagner            | Québec                | 18 décembre 2017 – aujourd'hui      |